# Эванс, Дуэйн
Дуэйн Юджин Эванс (англ. Dwayne Eugene Evans; род. 13 октября 1958, Финикс) — американский легкоатлет, специалист по бегу на короткие дистанции. Выступал за сборную США по лёгкой атлетике в 1976—1988 годах, обладатель бронзовой медали летних Олимпийских игр в Монреале, серебряный призёр Игр доброй воли в Москве, победитель Кубка мира, победитель и призёр первенств национального значения.

## Биография
Дуэйн Эванс родился 13 октября 1958 года в Финиксе, штат Аризона.
Занимался лёгкой атлетикой во время учёбы в местной старшей школе South Mountain High School, затем поступил в Университет штата Аризона — состоял в университетской легкоатлетической команде Arizona State Sun Devils, неоднократно принимал участие в различных студенческих соревнованиях, в том числе выигрывал чемпионат Национальной ассоциации студенческого спорта (NCAA) в 200-метровой дисциплине.
Впервые заявил о себе на международном уровне ещё будучи школьником в 1976 году, когда в беге на 200 метров выиграл серебряную медаль на национальном олимпийском отборочном турнире в Юджине — тем самым удостоился права защищать честь страны на летних Олимпийских играх в Монреале. В финале Олимпиады с результатом 20,43 финишировал третьим, уступив только ямайцу Дону Куорри и соотечественнику Милларду Хэмптону, и завоевал бронзовую олимпийскую награду.
В 1979 году одержал победу на чемпионате США в Уолнате, в составе американской национальной сборной стартовал на Панамериканских играх в Сан-Хуане, где дошёл в своей дисциплине до стадии полуфиналов.
В 1985 году выступил в матчевой встрече со сборной СССР в Токио, вместе с соотечественниками Харви Глансом, Кирком Баптистом и Кэлвином Смитом одержал победу в эстафете 4 × 100 метров на Кубке мира в Канберре.
В 1986 году стал серебряным призёром чемпионата США в Юджине, уступив в беге на 200 метров только Флойду Хёрду. Отметился выступлением на впервые проводившихся Играх доброй воли в Москве, так же став вторым позади Хёрда.
В июне 1987 года на соревнованиях в Альбукерке показал третий результат мирового сезона и установил свой личный рекорд — 20,08.
Завершил спортивную карьеру по окончании сезона 1988 года.
Впоследствии работал тренером по бегу в своей старшей школе South Mountain High School. Его дочери-близнецы выступали за легкоатлетическую команду Техасского технологического университета.